# Choirul Huda
Choirul Huda (Lamongan, 2 giugno 1979 – Lamongan, 15 ottobre 2017) è stato un calciatore indonesiano, di ruolo portiere.

## Biografia
Nativo della città di Lamongan nella provincia di Giava Orientale nell'isola di Giava ha fatto le giovanili nel Persela Lamongan e dal 1999 è entrato a far parte della prima squadra della sua città natale dove ha giocato per 18 anni fino alla morte improvvisa.
Il 15 ottobre 2017 durante la partita contro il Semen Padang F.C. nella massima serie indonesiana ha avuto un violento scontro di gioco con il compagno di squadra Ramon Rodrigues, ha avuto dolori al petto sempre più forti ed è stato nell'ospedale cittadino dove è morto a causa dell'ipossia e delle gravi lesioni alla testa, al collo e al petto.

### Nazionale
Dal 2013 al 2015 è stato convocato sette volte nella nazionale indonesiana, ma non è mai entrato in campo.

## Palmarès

### Club

#### Competizioni nazionali
- Divisi Dua Liga Indonesia: 1

Persela Lamongan: 2001
- East Java Governor's cup: 5

Persela Lamongan: 2003, 2007, 2009, 2010, 2012